# Jorge Castañeda y Álvarez de la Rosa

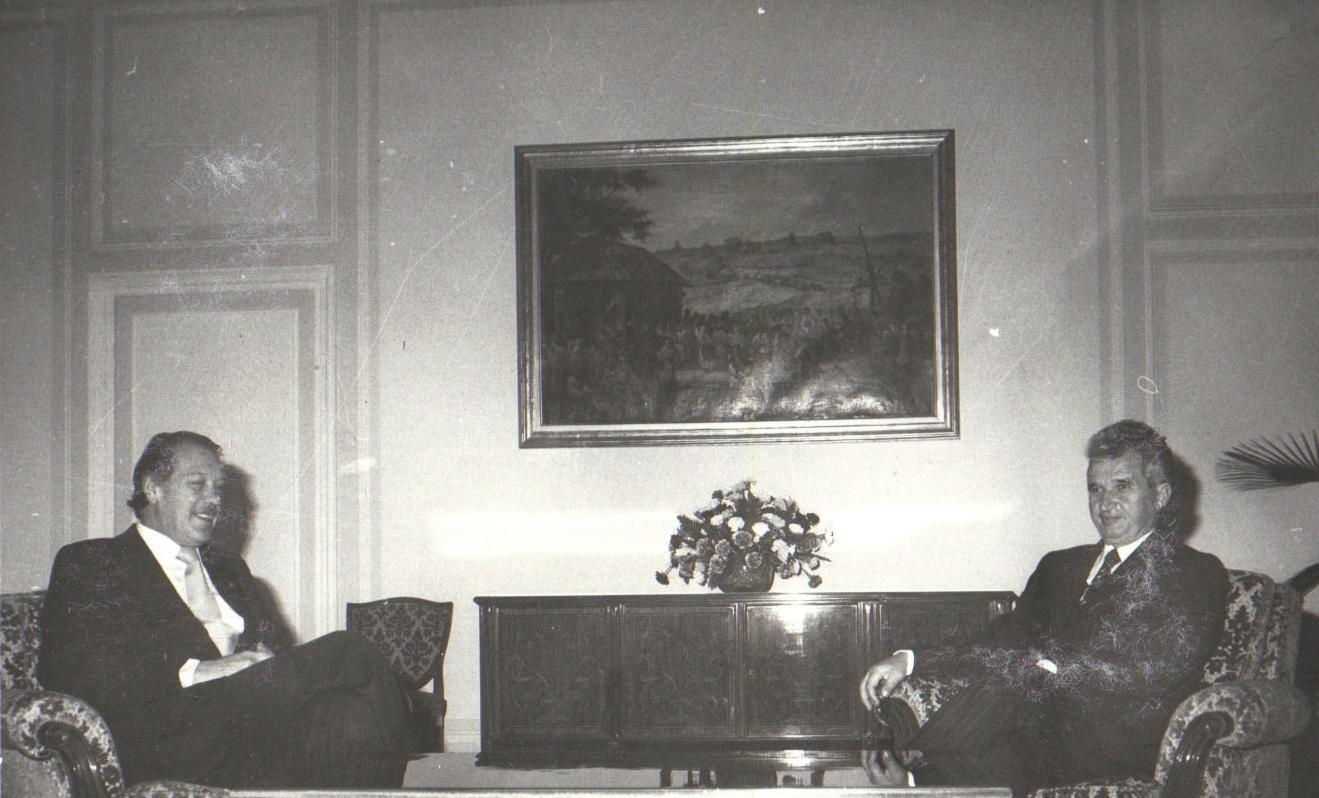
Castañeda mit Nicolae Ceauşescu

Jorge Castañeda y Álvarez de la Rosa (Mexico-Stad, 1 oktober 1921 - aldaar, 11 december 1997) was een Mexicaans politicus en diplomaat.
Castañeda studeerde rechtsgeleerdheid aan de Nationale Autonome Universiteit van Mexico (UNAM), en werd vervolgens hoogleraar aan die universiteit. Hij diende als ambassadeur van Mexico in Egypte, Frankrijk en de Verenigde Naties. Van 1979 tot 1982 was hij onder president José López Portillo minister van buitenlandse zaken.
Castañeda is de vader van Jorge Castañeda Gutman, minister van buitenlandse zaken van 2000 tot 2003.